# Radojka Šverko
Radojka Šverko (Pazin, 9. travnja 1948.), hrvatska pjevačka diva.
Poznata je po raskošnom volumenu glasa, njegovoj boji i zapaženim nastupima na brojnim festivalskim nastupima u zemlji (Splitski festival, Zagrebfest, Vaš šlager sezone, Melodije Istre i Kvarnera) i inozemstvu. 

## Početak karijere i prvi značajni nastupi
Početke bilježi kao članica i solistica dječjih zborova. Prva natjecanja otvaraju joj puteve do lokalnih i svjetskih festivala, značajnijih nastupa i nastupa na domaćim i stranim televizijama.
Iako je profesionalnu pjevačku karijeru započela 1967. godine, široj domaćoj javnosti postaje poznata nastupom na Splitskom festivalu pjesmom "Kud plovi ovaj brod" (tekst: Arsen Dedić, glazba: Esad Arnautalić, aranžman: Stipica Kalogjera), koju je u alternaciji pjevala velika talijanska zvijezda Sergio Endrigo. 
Prvi internacionalni uspjeh postigla je godinu dana prije, 1969. godine, osvojivši 3. mjesto na festivalu Atlantico Tenerife (Kanarski otoci) s pjesmom "Nuestro mundo" Alfija Kabilja. 
Na festivalu u Rio de Janeiru 1970. za izvedbu pjesme "Svijet je moj", koju je također skladao Alfi Kabiljo, dobiva priznanje "Bafo da onça", odnosno „dah jaguara“ u slobodnom prijevodu, u čast Janis Joplin koja je preminula mjesec dana ranije.

## Međunarodna karijera
Nastupa i osvaja nagrade u Tokiju, Los Angelesu, Madridu, Seoulu, Ateni, Puerto Ricu, Caracasu, Curacau, Bratislavi, Firenzi, Palma de Mallorci, Rio de Janeiru, itd. Na tim je festivalima, između ostalih, pobijedila i Davida Bowiea i Natalie Cole koji su također nastupali na tim festivalima.
U svome je showu na španjolskoj televiziji, a koji je režirao Valerio Lazarov, ugostila i Julija Iglesiasa, a i sama je gostovala u emisijama televizija iz zemalja diljem svijeta (Bugarska, Češka, Poljska, Irska, Malta, Austrija, Njemačka, Grčka, Rumunjska, itd.).

## Nastavak uspjeha
1980-ih godina Radojka Šverko se okreće kazališnoj karijeri. Premijernu kazališnu izvedbu ima u rock-operi Gubec-beg (redatelj: Vlado Štefančić) u ulozi Jane.
Nakon toga su uslijedile uloge u rock-operi Grička vještica (uloga Nere), mjuziklu Jadnici (uloga Fantine), te rock-operi Karolina Riječka (uloga Karoline). Svi njezini nastupi pozitivno su ocijenjeni i od strane kritike i publike.
Uz kazališnu glumu, okušala se i kao filmska glumica, uz proslavljenog Radu Šerbedžiju, u filmu Rajka Grlića Bravo maestro, koji je bio prikazan na Filmskom festivalu u Cannesu u redovnoj konkurenciji 1978.
Kvaliteta vokalnog izričaja i sklonost izvođenju izuzetno zahtjevnih skladbi stvorili su repertoar ozbiljne glazbe uz suradnju s profesorima Jasnom Šumak, Ljerkom Očić, Alanom Bjelinskim, Vladimirom Babinom.
Radojka Šverko rado i često izvodi sakralni program u crkvenim prostorima, u pratnji orgulja, zborova i komornih orkestara.
U njezinom repertoaru sakralne glazbe nalaze se, između ostalih, skladbe Bacha, Gounoda, Schuberta, Verdija, Mozarta, kao i gospel.
2003. godine, u show programu Dore, hrvatskog natjecanja za Eurosong, kao gošće ženske vokalne skupine Divas nastupile su dive hrvatske glazbene scene: Radojka Šverko, Meri Cetinić, Gabi Novak i Josipa Lisac, na opće oduševljenje publike. Uspjeh je bio tolik da su Divasice ponovno ugostile četiri dive 2005. na svom oproštajnom koncertu u koncertnoj dvorani Vatroslava Lisinskog.
Nakon što su neke njezine kolegice odbile ponudu organizatora Queer Zagreb festivala da nastupe kao gošće London Gay Symphony Orchestru u koncertnoj dvorani Vatroslava Lisinskog, Radojka Šverko tu je ponudu spremno prihvatila otpjevavši uz pratnju orkestra "Somewhere over the rainbow" iz Čarobnjaka iz Oza,(u originalu Judy Garland) te "People" koji u originalu izvodi Barbara Streisand.
Koncertom u koncertnoj dvorani Vatroslava Lisinskog 13. listopada 2011. započela je koncertna turneja "Hrvatske dive" tijekom koje su Radojka Šverko, Gabi Novak i Tereza Kesovija posjetile mnoge gradove regije.
15. veljače 2015. godine izvela je pjesmu "Ljubim te do bola" na inauguraciji hrvatske predsjednice Koline Grabar-Kitarović.

## Nastupi na domaćim festivalima
Radojka Šverko također je sudjelovala i pobjeđivala na brojnim domaćim festivalima: na Splitskom festivalu, Zagrebačkom festivalu, Melodijama Istre i Kvarnera, Krapinskom festivalu, itd.
- "Kud plovi ovaj brod" (Split 70)
- "Jedan susret" (Split 71)
- "Ljeto bez sunca" (Split 72)
- "Konistra moje matere" (Split 73)
- "Bilo gdje da odem" (Split 74)
- "Ka svaki val" (Split 77)
- " Negdje u magli" (Zagreb 77)
- "Ništa nova, ništa nova" (Split 80)
- "Ti si taj" (Split 85)
- "Nek' još jednom sviraju" (Split 87)
- "Ljubim te do bola" (Split 89)
- "Prostrili me zlatnom strilom" (Split 89)
- "Još mirišu kušini" (Split 90)
- "Prokurativo" (Split 91)
- "Tvoja ću ostat" (Split 92)
- "Žena" (Split 93)
- "Putovanje" (Split 94)
- "Lanterna" (Split 95)
- "Licem u lice" (Split 2005)
- "Pupa" (MIK 1976)
- "Nisan šla za ten" (MIK 1994)
- "Va dihe mora" (MIK 1995)
- "Braćolet" (MIK 1996)
- "Plače stara lesa" (MIK 1997)
- "Kad san ti bila" (MIK 1998)
- "Ča biš sad otel" (MIK 1999)
- "Negdje u magli" (Zagrebfest 77)
- "Najljepša su jutra na tvom ramenu" (Zagrebfest 80)
- "Ja bih htjela" (Zagrebfest 83)
- "C´est la vie" (Zagrebfest 83)
- "Zaustavi se, ljubavi" (Zagrebfest 84)
- "Život moj" (Zagrebfest 87)
- "Meni je ljubav sve na svijetu bila" (Zagrebfest 87)
- "Kad sam nemirna u snu" (Zagrebfest 89)
- "Moje su pjesme samo ljubavne" (Zagrebfest 89)
- "Kaznit će me nebo radi tebe" (Zagrebfest 90)
- "Istina je moje pravo" (VŠS '71)
- "Rasatanak ipak nije lak" (VŠS '77)
- "Ne ljubi me više nikada u tami" (VŠS '87)
- "Svijet je moj" (Rio de Janeiro '71)
- "Ti si ukleta lađa" (Jugovizija '70)
- "Bijeli san" (Jugovizija '72)
- "Ima netko" (Opatija '74)
- "Ostani još jednu noć" (Opatija '75)
- "Dug je put do ljubavi" (Opatija '76)
- "Odlazi, čovječe" (Opatija '84)
- "Dvije suze" (Beogradsko proleće '74)
- "Nisi kao nekad" (Beogradsko proleće '75)
- "Još te sanjam" (MESAM '87)
- "Dobro jutro, sunce moje" (Dalmatinske Šansone Šibenik 1999)
- "More i ti" (Dalmatinske Šansone Šibenik 2003)
- "Pljesak više nema ništa s tim" (Zadarfest 2000)

## Nagrade
- 1995. Porin za najbolju žensku vokalnu izvedbu pjesme „Žena“,
- 1995.  Red Danice hrvatske s likom Marka Marulića
- 2013. Porin za najbolju žensku vokalnu izvedbu "You are so beautiful" i za najbolji koncertni album "Still Standing"
- 2014. Porin za životno djelo i za najbolju žensku vokalnu izvedbu pjesme „Dodirni mi srce“

## Diskografija

### Studijski albumi
- Radojka Šverko, 1973. (Jugoton)
- S tobom u snu, 1975. (RTV Ljubljana)
- Tebi pjevam u pjesmama, 1981. (Jugoton)
- Pjesme ljubavne, 1990. (Jugoton)
- Vatra i led, 1993. (Adam Records), 2020. reizdanje (Aquarius Records)
- Va dihe mora, 1995. (Melody)
- Men are my best friends, 2005. (Playgroundmusic Scandinavia)

### Kompilacijski albumi
- Radojka Šverko - Zlatna kolekcija, 2005. (Croatia Records)
- Svijet je moj (Radojka Šverko pjeva pjesme Alfi Kabilja), 2011. (Croatia Records)

### Koncertni albumi
- Still Standing (uz Revijski orkestar HRT-a), 2012. (Croatia Records)
- As Time Goes By - Live at Jazz.hr, 2018. (Croatia Records)

### EP
- Kud plovi ovaj brod, 2020. (Croatia Records)

## Privatni život
Rođena u Pazinu, no ubrzo se s obitelji seli u Buzet gdje provodi djetinjstvo i završava osnovnu školu. Srednju školu završila je u Puli. Radojka Šverko ima dvije kćeri. Javno je podržala HDZ na parlamentarnim izborima 2015. godine.

## Vanjske poveznice
- Radojka Šverko On line